# بارني تشنغ
بارني تشنغ (بالإنجليزية: Barney Cheng)‏ هو ممثل أمريكي، ولد في 1 فبراير 1971 في تايوان.

## أعمال

### أفلام
- (2006) مهمة مستحيلة 3[1]

## وصلات خارجية
- بارني تشنغ على موقع IMDb (الإنجليزية)
- بارني تشنغ على موقع قاعدة بيانات الفيلم (الإنجليزية)